# سحر حسین الحیدری
سحر حسین الحیدری (به عربی: سحر حسین الحیدری؛ زادهٔ ۱۵ ژوئیه ۱۹۶۲ – درگذشتهٔ ۷ جون ۲۰۰۷) (۲۴ تیر/سرطان ۱۳۴۱ تا ۱۷خرداد/جوزا ۱۳۸۶) روزنامه‌نگار شیعه عراقی در حوزهٔ چاپ و رادیو بود. او به‌دست افراد سنی افراطی به قتل رسید و در آن زمان به‌عنوان صد و هشتمین خبرنگاری که در جریان پوشش جنگ عراق از سال ۲۰۰۳ کشته شده بود، شناخته شد. از این تعداد، ۸۶ نفر خبرنگاران عراقی بودند.

## اوایل زندگی
سحر الحیدری در بغداد، عراق، در یک خانواده شیعه متولد شد. او تحصیلات خود را در دانشگاه بغداد ادامه داد و مدرک خود را در رشتهٔ مدیریت بازرگانی دریافت کرد.
الحیدری با هیثم النقیب، یک معلم سنی از شهر موصل در شمال عراق، ازدواج کرد. این زوج چهار دختر داشتند. خانواده در سال ۱۹۹۷ به موصل نقل مکان کردند.

## فعالیت شغلی
حیدری پس از حمله ۲۰۰۳ به عراق و سقوط رژیم بعث صدام حسین، فعالیت خود را در روزنامه‌نگاری آغاز کرد. در آن دوران، تعدادی از آژانس‌های رسانه‌ای بین‌المللی، از جمله IWPR (مؤسسه گزارش صلح و جنگ) و بنیاد رویترز، برنامه‌های آموزشی خبری در سراسر عراق راه‌اندازی کردند. حیدری یکی از معدود عراقی‌هایی بود که در برنامه آموزشی و گزارشگری IWPR ثبت‌نام کرد. این برنامه‌ها مسیر جدیدی را برای علاقه‌مندان عراقی به حرفه روزنامه‌نگاری فراهم می‌کرد.
حیدری کار خود را به‌عنوان خبرنگار رادیویی و مطبوعاتی آغاز کرد. او مقالاتی را برای IWPR، که در آن آموزش دیده بود، می‌نوشت و همچنین برای مطبوعات محلی عراق، از جمله خبرگزاری اصوات العراق و یک روزنامه مستقر در موصل، گزارش تهیه می‌کرد.
گزارش‌های او بر تأثیرات جنگ و بحران‌های ناشی از آن در عراق متمرکز بود. او دربارهٔ افزایش خشونت علیه زنان عراقی و همچنین پدیده‌ای که آن را «نسل گمشده» جوانان عراق بر اثر جنگ می‌نامید، مطالبی نوشت. نوشته‌های او گاه منتقد مقامات محلی عراق و نیروهای آمریکایی بود، چرا که هر دو را در ایجاد هرج‌ومرج کشور مقصر می‌دانست. بااین‌حال، بیشترین انتقاد او متوجه افراط‌گرایان اسلامی بود که تلاش می‌کردند از جنگ به‌عنوان بهانه‌ای برای تبدیل شهر موصل به یک «امارت» بنیادگرا در شمال عراق استفاده کنند.
گزارش‌های حیدری به‌طور فزاینده‌ای بر افراط‌گرایان و خشونتی که شورش آن‌ها به شمال عراق (به‌جز کردستان عراق) آورده بود، متمرکز شد. او دربارهٔ احکام بنیادگرایانه‌ای نوشت که بر اساس آن، خیار و گوجه‌فرنگی باید در بشقاب‌های جداگانه سرو شوند، زیرا ظاهراً از نظر جنسیتی متفاوت هستند، و همچنین دربارهٔ لزوم پوشاندن سر مانکن‌های زنانه در فروشگاه‌ها.علاوه بر این، او جنایات مرتکب‌شده توسط شورشیان عراقی را نیز مستند کرد و در گزارش‌های خود به وحشی‌گری و اقدامات سرکوب‌گرانه آن‌ها پرداخت.
گزارش‌های انتقادی او نه‌تنها جان خودش بلکه امنیت خانواده‌اش را نیز به خطر انداخت. یک‌بار، زمانی که گروهی از افراد مسلح قصد ربودن او را داشتند، حضور تصادفی یک گشت نظامی آمریکایی در منطقه مانع از این اقدام شد.
در مقطعی، یک گروه افراط‌گرای عراقی مرتبط با القاعده، نام سحر حسین الحیدری را در فهرست ترور خود قرار داد و او را در رتبه چهارم افراد موسوم به «کفار» گنجاند.
سحر الحیدری در سال ۲۰۰۶ برای حفظ امنیت خانواده‌اش به دمشق، سوریه نقل مکان کرد، اما همچنان برای تهیه گزارش‌هایش به عراق بازمی‌گشت. او در مصاحبه‌ای با UK Press Gazette (نشریه انگلیسی گزت) در سال ۲۰۰۷ گفت که حتی با وجود تهدیدهای مداوم، هرگز به ترک کارش فکر نکرده است.
حیدری در یک وب‌سایت کردی مسئولیت انتشار چندین مقالهٔ انتقادی علیه افراط‌گرایان را که با نام مستعار منتشر شده بودند، بر عهده گرفت. با این حال، سردبیران اصوات العراق و IWPR بارها از او خواستند که در سوریه بماند و برای حفظ امنیتش از بازگشت به عراق خودداری کند. با این حال، او به بازگشت به عراق ادامه داد تا گزارش‌های خود را ارائه دهد.
الحیدری در تاریخ ۷ ژوئن ۲۰۰۷ در شهر موصل توسط گروه سنی و افراطی انصارالسنه به قتل رسید. او ۴۵ سال داشت. یک روز پیش از مرگش، سردبیرانش سه ساعت تلاش کردند تا او را متقاعد کنند که به دمشق بازگردد، اما بی‌نتیجه ماند. قتل او با محکومیت گسترده‌ای از سوی جامعه بین‌المللی مواجه شد.
مؤسسه گزارش جنگ و صلح به یاد سحر حسین الحیدری و کارهای ارزنده‌ای که در طول دوران خبرنگاری خود انجام داده بود، یک صندوق حمایت از روزنامه‌نگاران تأسیس کرد.
در سال ۲۰۰۸، سحر حسین الحیدری پس از مرگ برندهٔ جایزه رسانه‌ای عفو بین‌الملل برای استفاده از رسانه‌های نوین در کار خود شد. داوران این جایزه به‌طور ویژه از مقالهٔ او با عنوان «قتل به نام شستن ننگ، ترس از شعله‌ور شدن درگیری جدید در عراق را برمی‌انگیزد» (به عربی: القتل غسلا للعار یثیر مخاوف تفجر صراع عراقی جدید) تقدیر کردند
سحر حسین الحیدری پس از خود همسر و چهار دخترش را به جا گذاشت که در زمان قتل او بین ۱۱ تا ۱۷ سال سن داشتند.